# 서울대학교 구 공과대학 본관과 교사
서울대학교 구 공과대학 본관과 교사는 서울특별시 노원구에 있는 일제강점기의 건축물이다. 2002년 5월 31일 대한민국의 국가등록문화재 제12호로 지정되었다. 현재는 서울과학기술대학교가 사용하고 있으며 본관은 다산관, 교사는 창학관으로 불리고 있다.

## 개요
서울대학교 구 공과대학 본관은 근대건축의 양식 및 상징성을 강조하는 중앙 8층분의 타워, 현관의 권위성, 중정을 구성한 ㅁ자형 배치와 경성제국대학 이공학부 건물인 점에서 한국 근대공업교육의 최고학부라는 역사적 의미와 건축적 의미가 크다. 현재는 서울과학기술대학교의 다산관으로 사용되고 있다.
서울대학교 구 공과대학 교사는 1940년대 교육시설의 전형적인 특징인 ㅁ자형 배치가 본관과 같으며, 현관 내부의 공간구성도 잘 설계되어 있다. 경성제국대학 이공학부 건물이라는 역사성과 근대건축사적 공헌도 등이 인정된다. 현재는 서울과학기술대학교의 창학관으로 사용되고 있다.

## 사진

다산관의 경성제국대학 이공학부 표지석
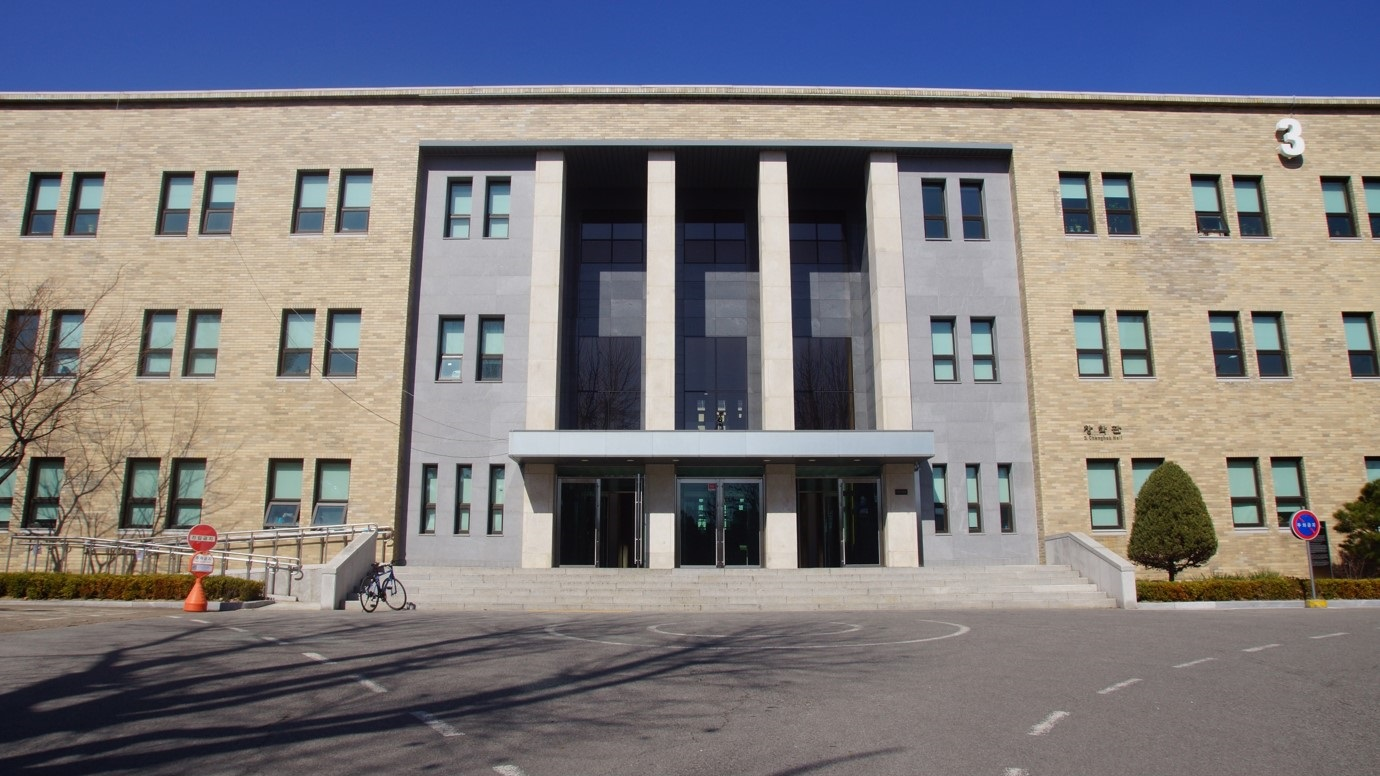
서울대학교 구 공과대학 교사 (창학관)
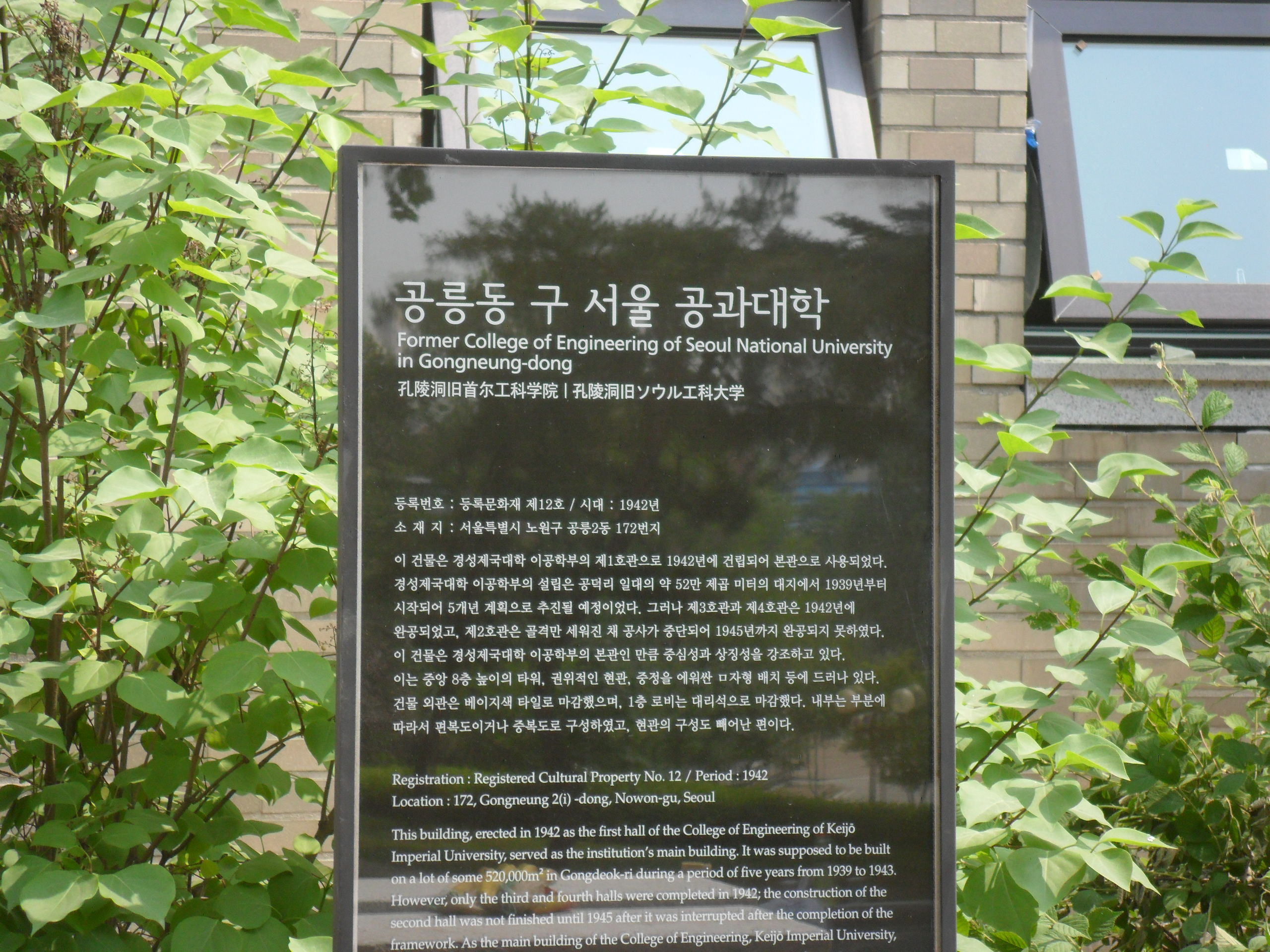
창학관의 국가등록문화재 현판

## 같이 보기
- 서울과학기술대학교
- 경성제국대학
- 서울대학교
- 서울대학교 구 공과대학 광산학과 교사 (현 서울과학기술대학교 대륙관) : 대한민국의 국가등록문화재 369호

## 참고 자료
- 서울대학교 구 공과대학 본관과 교사 - 국가유산청 국가유산포털